# Giuseppe Paupini
Giuseppe Paupini (ur. 25 lutego 1907 w Mondavio, zm. 18 lipca 1992 w Rzymie) – włoski duchowny katolicki, kardynał, Penitencjarz Większy. 

## Życiorys
Święcenia kapłańskie otrzymał 19 marca 1930 roku. Ukończył studia na Papieskim Uniwersytecie Laterańskim z zakresu prawa kanonicznego. Pełnił funkcję asystenta Akcji Katolickiej oraz wykładowcy w seminarium diecezjalnym w Fano. Od 1939 roku w służbie dyplomatycznej Stolicy Apostolskiej. W latach wojny, gdzie przebywał w Rzymie jako sekretarz nuncjatury apostolskiej we Włoszech, zaangażowany był w duszpasterstwo młodzieży. 2 lutego 1956 roku mianowany arcybiskupem tytularnym Sebastopoli di Abasgia oraz internuncjuszem w Iranie. Następnie był nuncjuszem w Gwatemali i San Salwadorze oraz w Kolumbii. Uczestnik Soboru Watykańskiego II. Kreowany kardynałem 28 kwietnia 1969 roku przez Pawła VI, który 21 marca 1973 roku mianował go Penitencjarzem Większym. Uczestnik obydwu konklawe w 1978 roku. Zmarł w Rzymie, a pochowano go w swojej rodzinnej miejscowości Mondavio.